# Changsha IFS Tower T1
La Changsha IFS Tower T1 (chinois : 长沙国金中心T1 ; pinyin : zhǎngshā guó jīn zhōngxīn T1) est un gratte-ciel situé à Changsha en Chine. Il atteint 452 mètres pour 88 étages (le 8 symbolise le bonheur et la prospérité en Chine). Sa construction a débuté en 2013 et s'est achevée en 2018. Il est situé à côté de la Changsha IFS Tower T2. 